# Lewis Collins
Lewis Collins (ur. 27 maja 1946 w Bidston, zm. 27 listopada 2013 w Los Angeles) – angielski aktor.

## Życiorys
Urodził się w Bidston, niedaleko Birkenhead, na półwyspie Wirral, w hrabstwie Cheshire. W wieku dwóch lat wygrał konkurs „Najpiękniejsze dziecko w Liverpoolu”. Uczył się w szkole podstawowej Gautby Road, szkole Grange w Birkenhead oraz  Birkenhead Institute School. Kiedy miał 13 lat, jego ojciec Bill Collins, lider zespołu jazzowego, kupił mu zestaw perkusyjny. Występował z zespołem ojca, a także dołączył do grupy starszych uczniów, a pod koniec lat 50. założył zespół o nazwie The Renegades na początku sceny muzycznej beatowej w Liverpoolu. Jego pasja do broni palnej rozpoczęła się w młodości od członkostwa w Liverpool Central Rifle Club. Po ukończeniu szkoły objął stanowisko praktykanta fryzjerskiego w Andre Bernard Salon. W tym samym okresie Collins pisał piosenki z Mikiem McCartneyem, a kiedy perkusista Pete Best został usunięty z The Beatles, Mike McCartney zasugerował Collinsa jako potencjalnego następcę jego starszego brata Paula McCartneya. Odrzucając możliwość wzięcia udziału w przesłuchaniu z The Beatles, Collins kontynuował amatorską muzykę dla wielu lokalnych zespołów, w tym The Eyes i The Georgians. 
Pod koniec 1964 Collins rzucił fryzjerstwo, aby zostać basistą w zespole The Mojos (którym zarządzał jego ojciec), występując na ich singlach „Goodbye Dolly Gray” i „Until My Baby Comes Home” i przeniósł się z nimi do Londynu. Po rozpadzie zespołu,  w 1966 Collins dorabiał jako kierowca furgonetki dostawczej i kelner, mył okna, zanim zdecydował, że chce zostać aktorem, po usłyszeniu sztuki wystawianej w radiu. W latach 1968–1971 studiował aktorstwo w London Academy of Music and Dramatic Art i zwrócił na siebie uwagę w głównej roli Romea w sztuce Romeo i Julia Williama Szekspira.
W latach 1979–1983 Collins był szeregowcem w 10. batalionowym pułku spadochronowym armii brytyjskiej (jednostka Armii Terytorialnej). W 1983 złożył podanie o wstąpienie do Terytorialnego SAS, przeszedł pierwszy etap, ale odmówiono mu przejścia do etapu w dżungli ze względu na jego status gwiazdy. Od 15 do 23 marca 1980 Collins wraz z kilkoma ochotnikami z Pułku Spadochronowego wziął udział w marszu z ładunkiem w warunkach służby wojskowej z Londynu do Liverpoolu drogą A41, a fundusze zebrane podczas imprezy zostały przekazane na rzecz fundacji fundacja na rzecz dzieci niepełnosprawnych.
W 1973 występował w Royal Court Theatre w przedstawieniu Farma w reż. Lindsaya Andersona, zanim otrzymał ofertę swojej pierwszej roli telewizyjnej Dereka Cunninghama w jednym z odcinków serialu policyjnego Z–Cars (1974), emitowanego przez BBC. Wkrótce zagrał gracza rugby Monks Hill Rugger Team w komedii Wyznania instruktora nauki jazdy (Confessions of a Driving Instructor, 1976) z udziałem Windsora Daviesa i George’a Laytona. Od 30 grudnia 1977 do 6 lutego 1983 grał postać agenta Williama Bodiego, byłego spadochroniarza, najemnika i sierżanta Special Air Service, partnera agenta Doyle’a (Martin Shaw) w serialu ITV Profesjonaliści (The Professionals), wzorowanym na sukcesie hitowego amerykańskiego serialu telewizyjnego Starsky i Hutch. Pod koniec 1982 nagrał singiel „When You Come Home Again”. 
W 1992 zawarł związek małżeński z nauczycielką Michelle Larrett, z którą miał trzech synów: Camerona, Elliota i Olivera.
Po pierwszej diagnozie w 2008, Collins zmarł 27 listopada 2013 w Los Angeles na raka w wieku 67 lat.

## Wybrana filmografia

### Filmy
- 1982: Do odważnych świat należy jako kapitan Peter Skellen
- 1984: Kryptonim: Dzikie Gęsi jako komandor Robin Wesley
- 1988: Kuba Rozpruwacz jako sierżant George Godley
- 1990: Duch w Monte Carlo jako Lord Drayton

### Seriale
- 1986: Robin z Sherwood jako Philip Mark
- 1989: Nowa seria Alfred Hitchcock przedstawia jako Bill Stewart
- 1991: Przygody Tarzana jako Michael Hauser

## Nagrody i nominacje
| Rok  | Nagroda                                                                                   | Kategoria                      | Film                             | Rezultat  |
| ---- | ----------------------------------------------------------------------------------------- | ------------------------------ | -------------------------------- | --------- |
| 1982 | Srebrna statuetka Bravo Otto, przyznana przez niemiecki dwutygodnik dla młodzieży „Bravo” | Najlepszy gwiazdor telewizyjny | –                                | Wygrana   |
| 1983 | Nagroda Jupitera                                                                          | Najlepszy aktor międzynarodowy | Do odważnych świat należy (1982) | Nominacja |
| 1985 | Nagroda Jupitera                                                                          | Najlepszy aktor międzynarodowy | Kryptonim: Dzikie Gęsi (1984)    | Nominacja |